# Meus Caros Amigos
Meus Caros Amigos — студийный альбом бразильского автора-исполнителя Шику Буарки, выпущенный в 1976 году на лейбле Philips Records. Спродюсирован Сержиу Карвалью.
По данным газеты Jornal do Brasil, к концу января 1980 года продано свыше 600 тысяч копий альбома.

## Отзывы и признание
| Оценки критиков                   | Оценки критиков |
| Источник                          | Оценка          |
| --------------------------------- | --------------- |
| AllMusic                          | [ 2 ]           |
| The Encyclopedia of Popular Music | [ 3 ]           |

Алвару Недер из AllMusic: «На альбоме Милтон Насименту исполнил вокал в важной „O Que Será“, позже перезаписанной им и многими другими. „Mulheres de Atenas“ из пьесы Аугусто Боала Lisa, a Mulher Libertadora — нежная песня на женскую тему. „Olhos Nos Olhos“ — глубоко проникновенная песня о конце любовного романа. „Vai Trabalhar Vagabundo“ из одноименного фильма Угу Карваны — это живая самба, рассказывающая о притеснении и массовости. „Corrente“ — это очень интересный семиологический опыт, где за каждой последовательностью стихов можно следить без определенного порядка. „A Noiva da Cidade“, лирическая и нежная самба, была взята из одноименного фильма Алекса Виани. Экологический „Passaredo“ взят из того же фильма, а драматическая „Basta um Dia“ — из пьесы Gota D'água Буарки и Паулу Понтеса. „Meu Caro Amigo“ — ещё одна песня, ставшая хитом с этого альбома, красивое традиционное хоро с мелодией под влиянием самбы».

## Список композиций
1. «O Que Será? (À Flor da Terra)» (Шику Буарки) — 2:46 — при участии Милтона Насименту
2. «Mulheres de Atenas» (Шику Буарки, Аугусту Боал) — 4:21
3. «Olhos nos Olhos» (Шику Буарки) — 4:36
4. «Você Vai Me Seguir» (Шику Буарки, Руй Герра) — 3:18
5. «Vai Trabalhar Vagabundo» (Шику Буарки) — 2:19
6. «Corrente» (Шику Буарки) — 4:25
7. «A Noiva da Cidade» (Шику Буарки, Франсис Име) — 3:50
8. «Passaredo» (Шику Буарки, Франсис Име) — 2:10
9. «Basta um Dia» (Шику Буарки) — 2:17
10. «Meu Caro Amigo» (Шику Буарки, Франсис Име) — 4:23